# Orwell Dev-C++

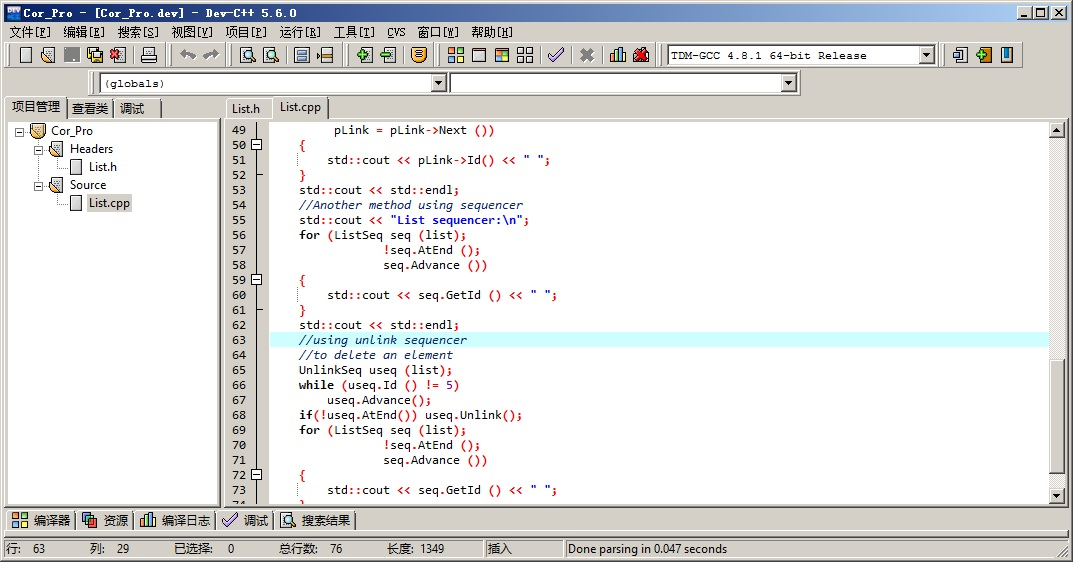
屏幕截图

Orwell Dev-C++是Dev-C++的一个衍生版本。Orwell鉴于Dev-C++的长时间（从2005年2月22日起）不再更新，对Dev-C++源代码进行错误修正，並更新编译器后发布的版本。

## 历史
2011年6月30日，释放出Dev-C++ 4.9.9.3版，加入了更新的GCC 4.5.2編譯器、Windows的軟體開發套件（支援Win32以及D3D），修正了許多錯誤，改善了穩定度。
同年8月27日，释放出Dev-C++ 5.0.0.0版。
2014年1月24日，Dev-C++ 5.6.0版发布，2014年5月4日，Dev-C++ 5.6.3版发布
2014年7月19日，Dev-C++ 5.7.0版发布，2014年7月30日，Dev-C++ 5.7.1版发布
2014年10月25日，Dev-C++ 5.8.0版发布
2015年1月24日，Dev-C++ 5.9.0版发布
2015年4月27日，Dev-C++ 5.11版發布

## 特点
其主要开发目标是：
- 提供MinGW GCC最新版本，当前是4.8.1，另外提供64位版本的TDM GCC 4.9.2。
- 支持GNU GDB的调试。
- 为代码、头文件和资源文件提供句法高亮度
- 支持代码自动完成。
- 浏览代码时显示相关信息。
- 支持GPROF性能优化。
- 自定义快捷键。

## 另見
- wxDev-C++：另一個Dev-C++的衍生版本

## 外部連結
- （英文）Orwell Dev-C++（页面存档备份，存于）
- （英文）Orwell Dev-C++ Blog